# Seyni Oumarou
Seyni Oumarou (ur. 9 sierpnia 1950 w Tillabéri, Niger), nigerski polityk, premier Nigru od 3 czerwca 2007 do 23 września 2009, przewodniczący Zgromadzenia Narodowego od 25 listopada 2009 do 18 lutego 2010.

## Życiorys
Seyni Oumarou pochodzi z zachodniej części kraju z miejscowości Tillabéri i przynależy do grupy etnicznej Zerma. W 1974 ukończył zarządzanie w École de management de Lyon w Lyonie we Francji. W latach 1987–1998 zajmował stanowisko dyrektora generalnego Nigeryjskiego Przedsiębiorstwa Papierniczego (ENITRAP). W 1995 został specjalnym doradcą premiera Hamy Amadou. 
16 kwietnia 1999, w czasie wojskowych rządów Daoudy Malama Wanké, został mianowany ministrem handlu i przemysłu. Po sformowaniu drugiego rządu Amadou 5 stycznia 2000 zachował w nim to stanowisko. 17 września 2001 został ministrem handlu, sektora prywatnego i rzemiosła. W listopadzie 2004 objął dodatkowo resort opieki zdrowotnej i był odpowiedzialny za reformę szpitali.
30 grudnia 2004 objął funkcję ministra zaopatrzenia w gabinecie Amadou. Sprawował ją do czasu otrzymania przez rząd Amadou wotum nieufności 31 maja 2007. Parlament zdecydował o odsunięciu premiera od władzy z powodu oskarżeń o korupcję i defraudację środków z pomocy zagranicznej, przeznaczonych na rozwój edukacji. 

## Premier i przewodniczący parlamentu
Prezydent Mamadou Tandja 3 czerwca 2007 mianował go nowym szefem rządu, wybierając jego osobę spośród trzech kandydatur zaproponowanych przez parlament. Nominacja Oumarou spotkała się z ostrym sprzeciwem opozycji oraz organizacji społecznych, podkreślających jego bliskie związki z byłym premierem. Seyni Oumarou został zaprzysiężony na stanowisku premiera 7 czerwca 2007. 
18 sierpnia 2009, po wprowadzeniu zmian do konstytucji, premier Oumarou podał swój rząd do dymisji. Jednak już następnego dnia prezydent Tandja ponownie mianował go na stanowisko szefa rządu oraz powołał nowy gabinet w niezmienionym składzie. Gabinet ten, choć identyczny, zgodnie z nowelizacją ustawy zasadniczej, utracił część swych uprawnień na rzecz prezydenta. 20 sierpnia 2009 prezydent wyznaczył datę wyborów parlamentarnych na 20 października 2009.
23 września 2009 premier Oumarou, razem z dwoma innymi ministrami, zrezygnował ze stanowiska szefa rządu. Jak wyjaśnił, powodem tej decyzji był start w październikowych wyborach parlamentarnych. Funkcję tymczasowego premiera objął dotychczasowy minister spraw wewnętrznych, Albadé Abouba.
W wyborach parlamentarnych 20 października 2009 uzyskał mandat deputowanego. 25 listopada 2009 został jednogłośnie wybrany przewodniczącym Zgromadzenia Narodowego. 

## Zamach stanu i wybory prezydenckie
18 lutego 2010 prezydent Tandja został pozbawiony władzy w wyniku wojskowego zamachu stanu. Junta wojskowa rozwiązała instytucje republiki, w tym parlament. W związku z tym Oumarou przestał pełnić urząd przewodniczącego izby. 29 marca 2010, razem z grupą innych współpracowników obalonego prezydenta, został zatrzymany przez nowe władze pod zarzutem działania przeciwko rządowi tymczasowemu. 2 kwietnia 2010 został jednakże zwolniony. 
29 lipca 2010 został ponownie aresztowany pod zarzutem defraudacji środków publicznych o wartości 535 tys. USD. 2 sierpnia 2010 został zwolniony za kaucją.
W sierpniu 2010 został mianowany kandydatem MNSD w wyborach prezydenckich w styczniu 2011. W pierwszej turze wyborów 31 stycznia 2011 zajął drugie miejsce, zdobywając 23% głosów poparcia. W drugiej turze wyborów uzyskał 42% głosów, przegrywając z Mahamadou Issoufou.